# Вовчансько-Хутірська сільська рада
Вовча́нсько-Ху́тірська сільська́ ра́да — адміністративно-територіальна одиниця та орган місцевого самоврядування в Вовчанському районі Харківської області. Адміністративний центр — село Вовчанські Хутори.

## Загальні відомості
- Вовчансько-Хутірська сільська рада утворена в 1919 році.
- Територія ради: 77,409 км²
- Населення ради: 1 816 осіб (станом на 2001 рік)
- Територією ради протікає річка Вовча.

## Населені пункти
Сільській раді були підпорядковані населені пункти:
- с. Вовчанські Хутори
- с. Зибине
- с. Покаляне
- с. Тихе

## Склад ради
Рада складалася з 16 депутатів та голови.
- Голова ради: Никоненко Віра Іванівна
- Секретар ради: Гужа Андрій Васильович

### Керівний склад попередніх скликань
| Прізвище, ім'я, по батькові | Основні відомості                                                             | Дата обрання | Дата звільнення |
| --------------------------- | ----------------------------------------------------------------------------- | ------------ | --------------- |
| Хайло Микола Володимирович  | Сільський голова, 1955 року народження, член Селянської партії України        | 26.03.2006   | 31.10.2010      |
| Никоненко Віра Іванівна     | Сільський голова, 1958 року народження, освіта середня загальна, позапартійна | 31.10.2010   |                 |

Примітка: таблиця складена за даними сайту Верховної Ради України

### Депутати
За результатами місцевих виборів 2010 року депутатами ради стали:

#### За суб'єктами висування
| Суб'єкт висування                                       | Кількість обраних депутатів | %    |
| ------------------------------------------------------- | --------------------------- | ---- |
| Партія регіонів                                         | 8                           | 50   |
| Політична партія Всеукраїнське об'єднання «Батьківщина» | 4                           | 25   |
| Комуністична партія України                             | 2                           | 12,5 |
| Соціалістична партія України                            | 2                           | 12,5 |

#### За округами
| № округу                                                | Прізвище, ім'я, по батькові   | Дата визнання обраним | Освіта             | Партійна приналежність | Відомості про обраного депутата                        |
| ------------------------------------------------------- | ----------------------------- | --------------------- | ------------------ | ---------------------- | ------------------------------------------------------ |
| Комуністична партія України                             |                               |                       |                    |                        |                                                        |
| 5                                                       | Романцов Олександр Іванович   | 02.11.2010            | середня спеціальна | позапартійний          | тимчасово не працює                                    |
| 7                                                       | Божко Ольга Вікторівна        | 02.11.2010            | середня спеціальна | позапартійна           | приватний підприємець                                  |
| Партія регіонів                                         |                               |                       |                    |                        |                                                        |
| 3                                                       | Головніна Світлана Олексіївна | 02.11.2010            | вища               | позапартійна           | Вовчанський ясла-садок № 2, вихователь                 |
| 8                                                       | Гужа Андрій Васильович        | 02.11.2010            | вища               | член Партії регіонів   | Вовчанська РДА, спеціаліст                             |
| 9                                                       | Титова Світлана Миколаївна    | 02.11.2010            | середня спеціальна | член Партії регіонів   | ПП «Никоненко», продавець                              |
| 10                                                      | Гога Олександр Миколайович    | 02.11.2010            | вища               | позапартійний          | тимчасово не працює                                    |
| 11                                                      | Міняйленко Василь Врежович    | 02.11.2010            | вища               | позапартійний          | фермерське господарство «Міняйленко», голова           |
| 14                                                      | Щербаченко Сергій Миколайович | 02.11.2010            | середня            | член Партії регіонів   | тимчасово не працює                                    |
| 15                                                      | Нежута Володимир Григорович   | 02.11.2010            | середня спеціальна | позапартійний          | пенсіонер                                              |
| 16                                                      | Куценко Ельміра Сашиковна     | 02.11.2010            | вища               | позапартійна           | В. Хутірська загальноосвітня школа, вчитель            |
| Політична партія Всеукраїнське об'єднання «Батьківщина» |                               |                       |                    |                        |                                                        |
| 2                                                       | Корнієць Володимир Борисович  | 02.11.2010            | середня спеціальна | позапартійний          | тимчасово не працює                                    |
| 4                                                       | Скрипниченко Наталя Сергіївна | 02.11.2010            | вища               | позапартійна           | Жовтнева загальноосвітня школа, вчитель                |
| 12                                                      | Гога Інна Володимирівна       | 02.11.2010            | середня спеціальна | позапартійна           | В. Хутірська загальноосвітня школа, медична сестра     |
| 13                                                      | Ткачук Віталій Олександрович  | 02.11.2010            | вища               | позапартійний          | Вовчанська держінспекція по захисту рослин, спеціаліст |
| Соціалістична партія України                            |                               |                       |                    |                        |                                                        |
| 1                                                       | Оберемко Ніна Василівна       | 02.11.2010            | середня спеціальна | позапартійна           | В.-Хутірська сільська рада, секретар                   |
| 6                                                       | Таратушко Олена Федорівна     | 02.11.2010            | середня спеціальна | позапартійна           | В.-Хутірська сільська рада, бухгалтер                  |